# Iglesia de San Mateo (Soria)
La iglesia de San Mateo era una de las 35 parroquias con las que contaba la ciudad de Soria. Estaba muy cerca de la ermita de Nuestra Señora del Mirón y de la Iglesia de Nuestra Señora de Barnuevo.

## Historia
La iglesia de San Mateo aparecía en el censo de Alfonso X elaborado en el año 1270. Se situaba entre el Mirón y Santa María de Barnuevo, en línea recta y al comedio del camino al que hoy es paseo. Nicolás Rabal la sitúa a la mitad del paseo que hay entre la carretera de Logroño y Nuestra Señora del Mirón.
Fue anexionada a Nuestra Señora de Barnuevo y suponemos una desaparición en época temprana. Hoy existe el paseo de San Mateo en las laderas del cerro del Mirón, al sur del que lleva el nombre de la ermita.

## Descripción
No se sabe nada sobre el tamaño de esta iglesia pero se cree que era una pequeña iglesia, como casi todas las parroquias que aparecían en el censo de Alfonso X elaborado en 1270 y de estilo románico. Se encontraba en el cerro del mirón, entre la ermita de Nuestra Señora del Mirón y la iglesia de Nuestra Señora de Barnuevo.